# Chariesthes grisescens
Chariesthes grisescens là một loài bọ cánh cứng trong họ Cerambycidae.